# Municipio de Linn (condado de Dent)
El municipio de Linn (en inglés: Linn Township) es un municipio ubicado en el condado de Dent en el estado estadounidense de Misuri. En el año 2010 tenía una población de 151 habitantes y una densidad poblacional de 1,55 personas por km².

## Geografía
El municipio de Linn se encuentra ubicado en las coordenadas 37°32′43″N 91°20′59″O / 37.54528, -91.34972. Según la Oficina del Censo de los Estados Unidos, el municipio tiene una superficie total de 97.12 km², de la cual 97,05 km² corresponden a tierra firme y (0,07 %) 0,07 km² es agua.

## Demografía
Según el censo de 2010, había 151 personas residiendo en el municipio de Linn. La densidad de población era de 1,55 hab./km². De los 151 habitantes, el municipio de Linn estaba compuesto por el 98,68 % blancos, el 0,66 % eran amerindios y el 0,66 % eran de una mezcla de razas. Del total de la población el 0 % eran hispanos o latinos de cualquier raza.